# Tre gai ngắn
Tre gai ngắn hay tre gai nhỏ, tre nhà, mai Nha Trang (danh pháp: Sinocalamus nhatrangensis) là một loài thực vật có hoa trong họ Hòa thảo. Loài này được T.Q.Nguyen & Vucan miêu tả khoa học đầu tiên năm 1991.